# Enki i Ninhursag
Enki i Ninhursag és un relat èpic sumeri, escrit en tauletes de fang que daten de l'època de la Tercera dinastia d'Ur i de l'antiga Babilònia.
El mite explica com el déu Enki va beneir la paradisíaca terra de Dilmun, terra pura, neta i brillant, plena de vida, jardí dels déus i gran paradís terrenal, Una terra virginal, on els lleons no maten i on els llops no cacen xais. Parla també dels orígens de diverses deïtats menors, associades amb les plantes, les pastures de les muntanyes i l'art de teixir.
Enki, un déu creador associat amb l'aigua, a petició de Ninsikil, la seva filla i deessa de Dilmun, va fer brollar l'aigua i va portar naus de Tukric, i d'altres llocs plenes d'or i pedres precioses. El text narra a continuació la incestuosa història d'Enki i la seva filla, Ninsar, amb la que va tenir Ninkurra i més tard, es relaciona amb Ninkurra de la que va néixer Uttu. Enki després d'aquestes relacions va veure com Ninhursag, la seva esposa, es va venjar causant-li vuit malalties. Va treure la llavor que Enki havia posat a la seva néta Uttu i va crear les plantes i marxa ben lluny. Més tard Enlil i els Anunnaki, amb ajuda d'una guineu, van portar a Ninhursag al costat d'Enki. Ninhursag havia jurat no «veure'l amb bons ulls» fins al dia de la seva mort. Finalment va accedir a desfer el conjur i va crear vuit deïtats per sanar cada una de les malalties d'Enki.